# Alex Matthias Tamm
Alex Matthias Tamm, född 24 juli 2001, är en estländsk fotbollsspelare som spelar för slovenska NK Olimpija Ljubljana i Prva Liga.

## Karriär
Alex Matthias Tamm gjorde sin debut för Nõmme Kalju mot JK Viljandi 2018 i en 6-0-seger, där Tamm även gjorde ett mål.
Han blev mellan 2019 till 2020 utlånad till schweiziska GC Zürich U21-lag.
2022 blev anfallaren utsedd till bästa unga spelare i Meistriliiga.
Han gjorde sin landslagsdebut för Estland 8 januari 2023 i en vänskapsmatch mot Island som slutade 1-1.
Hans första landslagsmål kom lite mer än ett år sedan hans landslagsdebut, 26 mars 2024, i en träningsmatch mot Finland som slutade i en 1-2-förlust.
2024 vann han skytteligan i Meistriliiga i överlägsen stil med 28 gjorda mål på 35 matcher.

## Titlar och utmärkelser[3]
Titlar:
- Meistriliiga: 2018
- Estniska supercupen: 2019

Individuella utmärkelser:
- Bästa unga spelare i Meistriliiga: 2022
- Meistriliiga skytteligavinnare: 2024